# Partito Conservatore di Georgia
Il Partito Conservatore di Georgia (საქართველოს კონსერვატიული პარტია, trasl. Sak'art'velos konservatiuli partia - SKP) è un partito politico georgiano di centro-destra fondato nel 2001.

## Storia
Sotto il suo presidente in carica Zviad Dzidziguri, il partito è stato alleato con il Movimento Nazionale Unito di Mikheil Saakashvili fino al maggio 2004, quando passò all'opposizione, e con il Partito Repubblicano di Georgia costituì la fazione Fronte Democratico.
Si unirono altri partiti d'opposizione nelle manifestazioni anti-governative del 2007 e sostennero il candidato dell'opposizione congiunta Levan Gachechiladze nelle elezioni presidenziali anticipate del 2008.
Il partito è ora parte del governo dell'alleanza Sogno Georgiano che ha vinto le elezioni del 2012 contro il Movimento Nazionale Unito.
Dal 1º novembre 2014 è affiliato al Partito dei Conservatori e dei Riformisti Europei.